# Costa d'Argento (Italia)
La Costa d'Argento è un'area geografica che occupa l'estremità meridionale della Toscana, in provincia di Grosseto. Interessa i territori comunali di Monte Argentario, Orbetello, Magliano in Toscana, Isola del Giglio e Capalbio, situati nella Maremma grossetana. L'area complessiva nel 2012 contava una popolazione di 32 457 abitanti.

## Toponimo
Il nome deriva dall'acronimo A.R.C.A. Associazione Rinascita Costa d'Argento fondata nel 1944 per la sistemazione dei centri abitati e delle infrastrutture del Comune di Monte Argentario dopo i bombardamenti alleati. Marchio nato per il solo Argentario ed esteso successivamente alle località limitrofe.

## Geografia e territorio
La Costa d'Argento si sviluppa nel tratto litoraneo compreso tra le pendici meridionali dei Monti dell'Uccellina (Parco naturale della Maremma), presso la località di Talamone, e la foce del fiume Chiarone, al confine con la provincia di Viterbo e il Lazio.
Il litorale risulta essere scoglioso all'estremità settentrionale (Talamone) e presso i promontori dell'Argentario e di Ansedonia; gli ampi arenili interessano, da nord a sud, il Golfo di Talamone, il Tombolo della Giannella, il Tombolo della Feniglia.
Tra i tomboli della Giannella e della Feniglia vi è racchiusa la Laguna di Orbetello, in epoche remote parte integrante del Mar Tirreno, fino all'unione del Monte Argentario alla terraferma per il lento sollevamento dei due tomboli stessi.
La Costa d'Argento fa parte del Santuario dei cetacei classificata come Area Specialmente Protetta di Interesse Mediterraneo, lungo il litorale, sono numerose le fortificazioni e le torri di avvistamento.

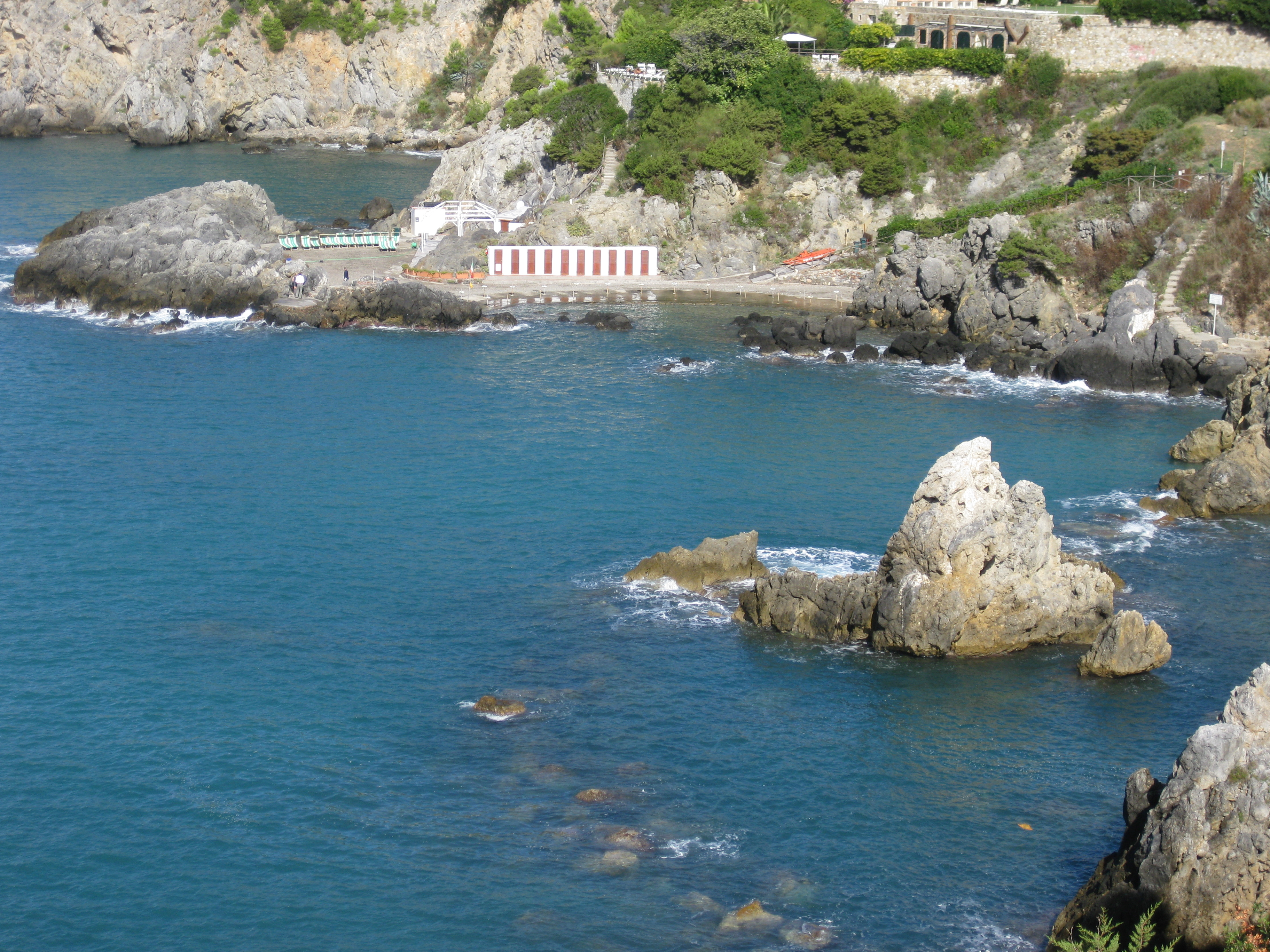
Costa di Talamone

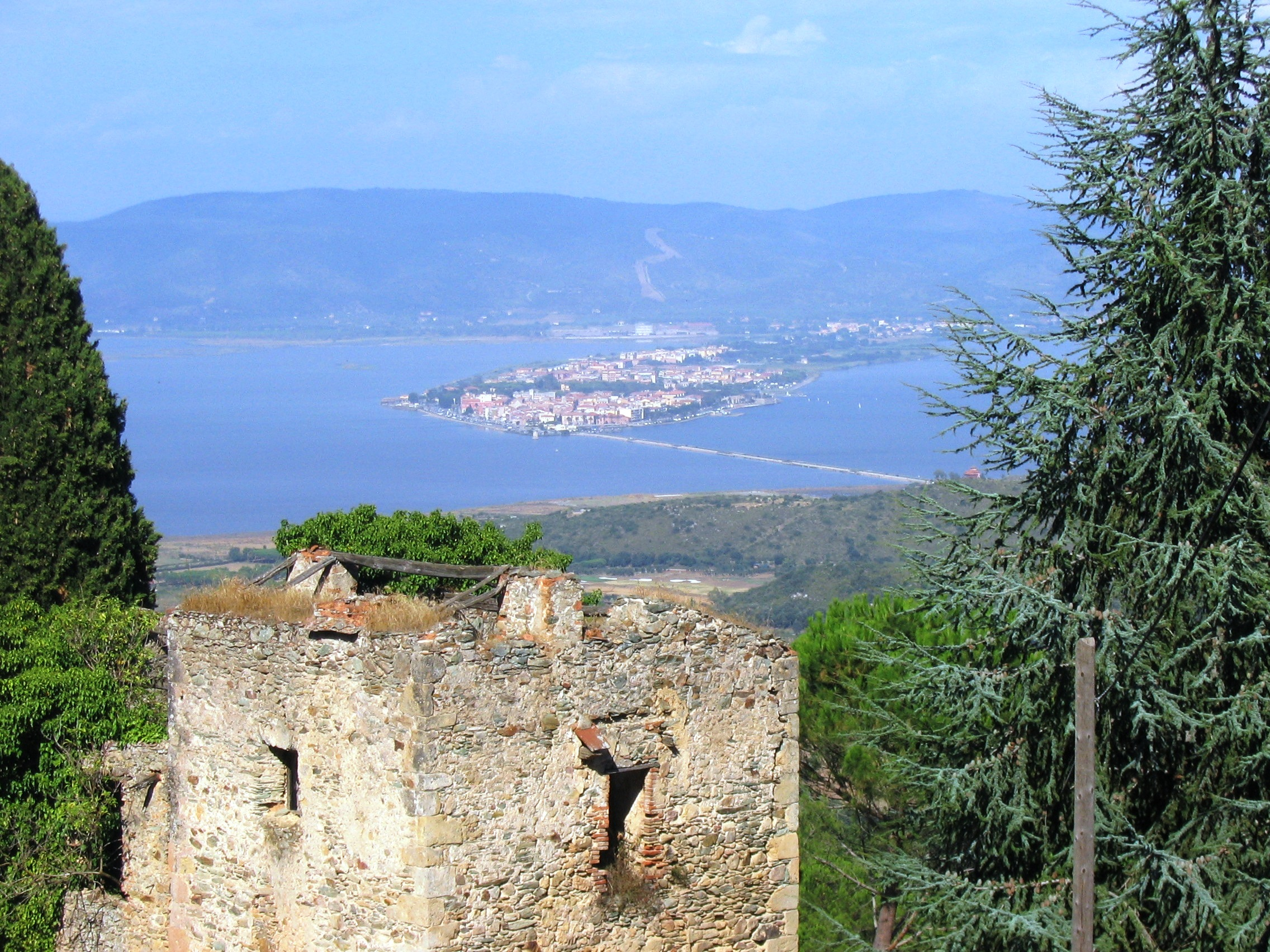
Orbetello

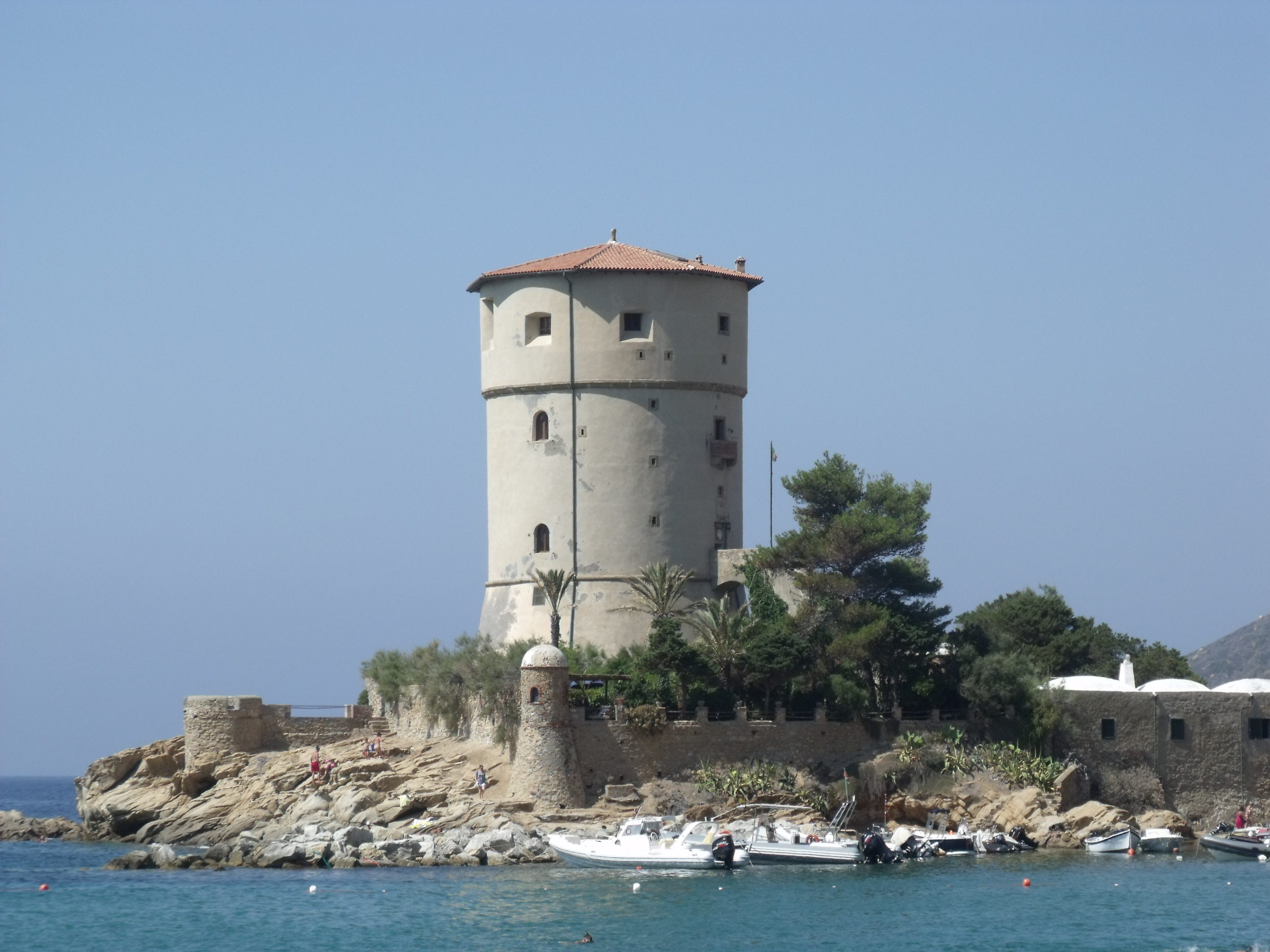
Isola del Giglio, torre del Campese

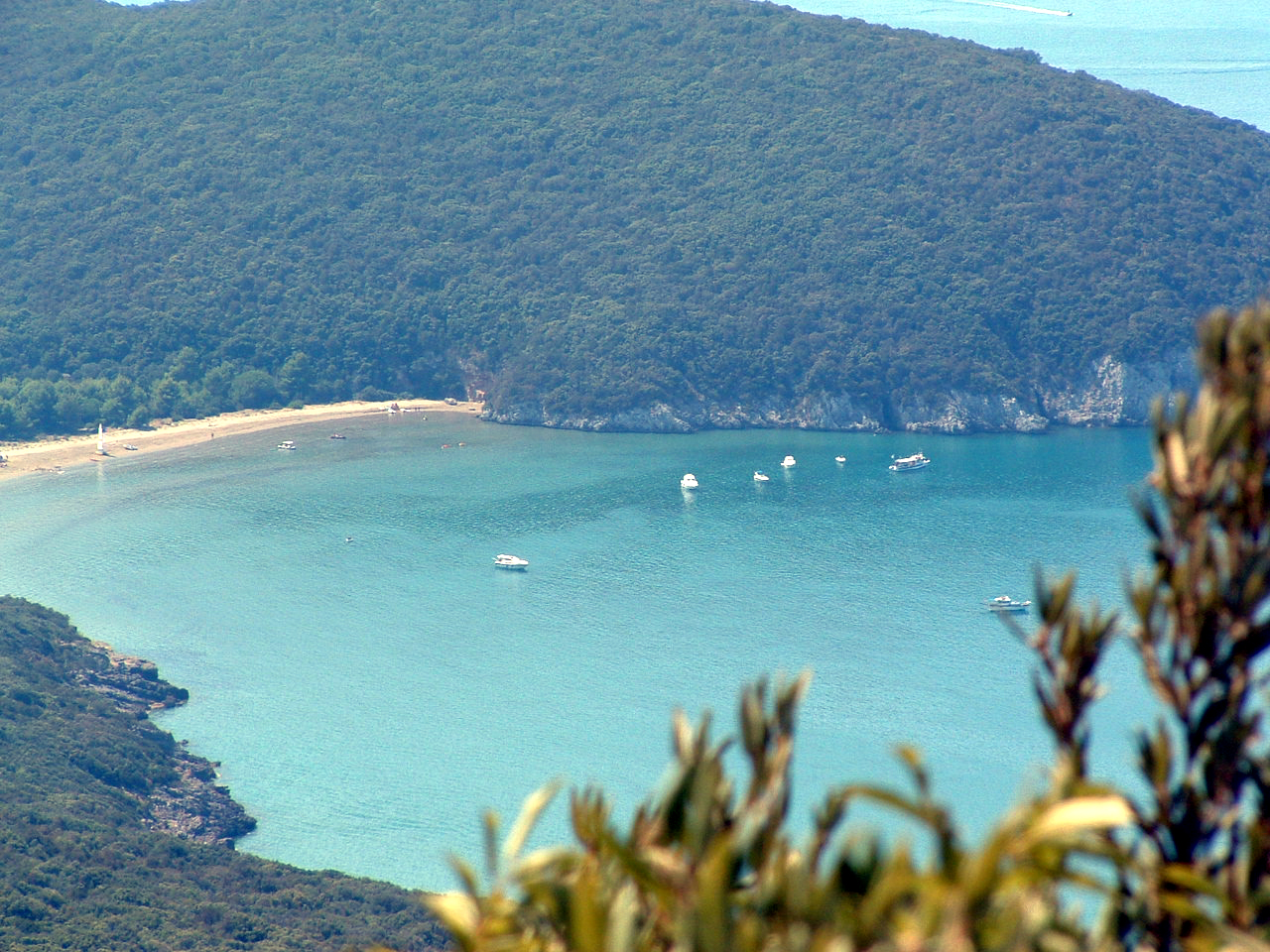
Cala di Forno

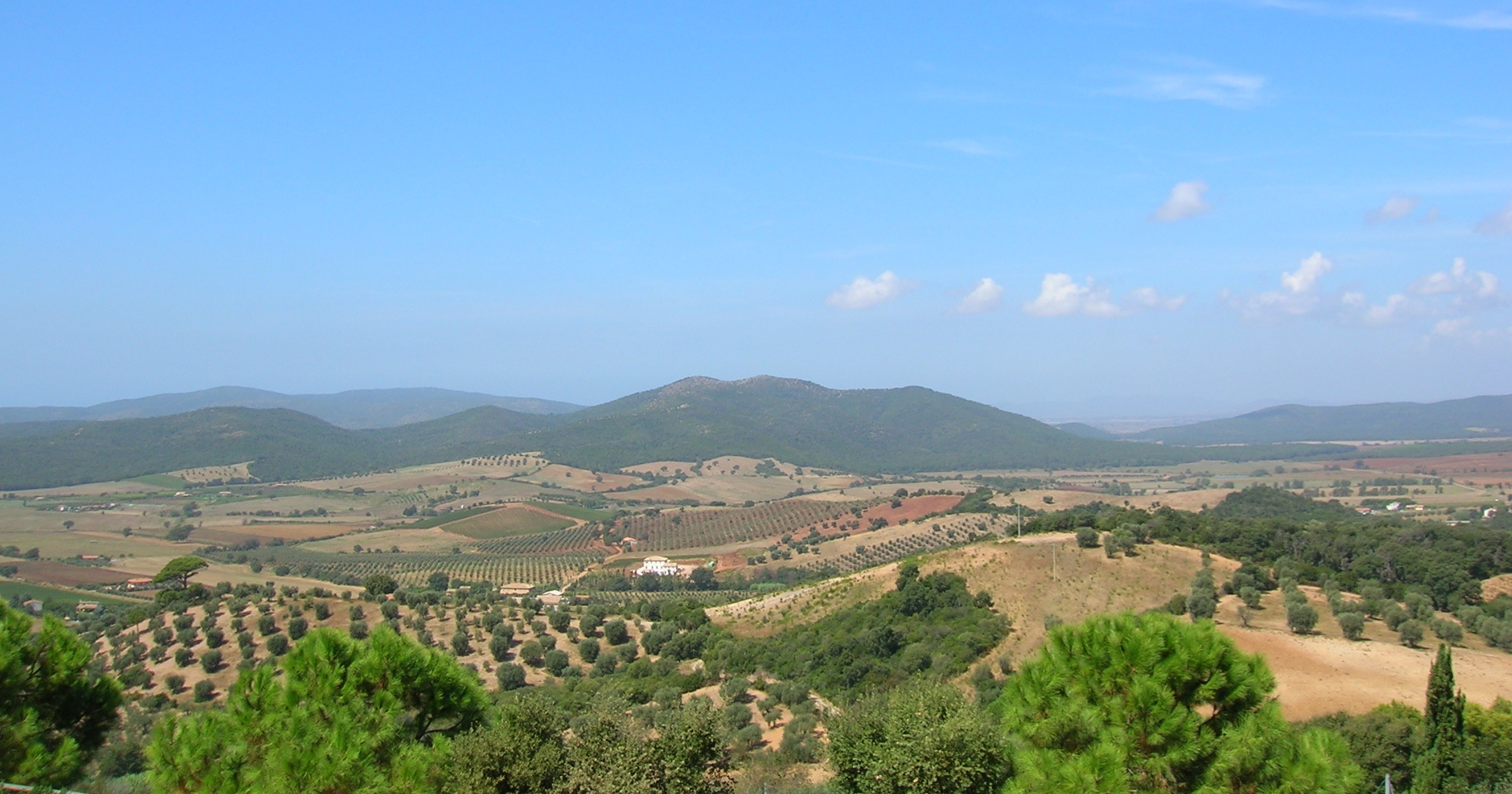
Colline di Capalbio

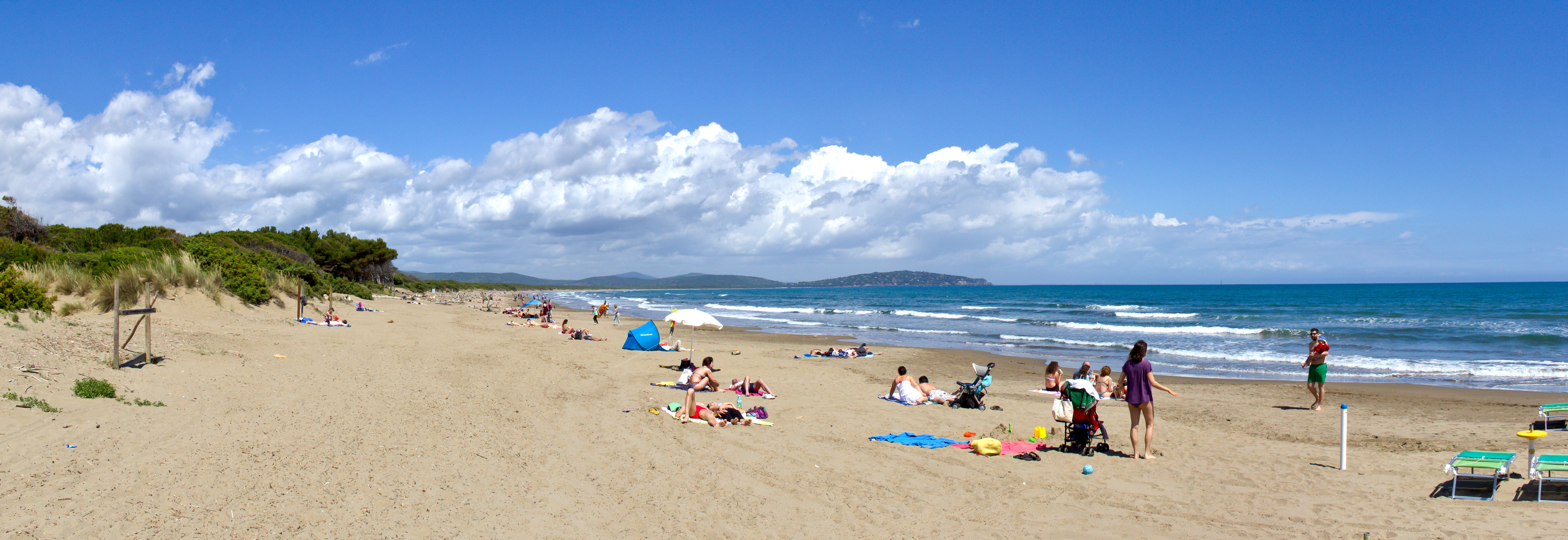
Spiaggia della Feniglia

### Località balneari
- Talamone
- Fonteblanda
- Albinia
- Giannella
- Porto Santo Stefano
- Porto Ercole
- Ansedonia
- La Torba
- Giglio Porto
- Giglio Campese

### Centri storici
- Talamone
- Orbetello
- Porto Santo Stefano
- Porto Ercole
- Capalbio
- Magliano in Toscana
- Giglio Castello

### Città murate
- Mura di Talamone
- Mura di Orbetello
- Mura di Cosa
- Mura di Capalbio
- Mura di Porto Ercole
- Mura di Magliano in Toscana
- Mura di Giglio Castello

### Siti archeologici
- Cosa
- Castello di Capalbiaccio
- Tempio di Talamonaccio
- Villa Settefinestre

### Aree umide
- Laguna di Orbetello
- Lago di Burano
- Lago Acquato
- Lago di San Floriano
- Lagaccioli

## Trasporti

### Porti e approdi turistici
- Porto di Talamone
- Porto di Santa Liberata
- Porto del Valle di Porto Santo Stefano
- Porto Vecchio di Porto Santo Stefano
- Porto Vecchio di Porto Ercole
- Porto di Cala Galera
- Giglio Porto

### Stazioni ferroviarie
- Stazione di Talamone
- Stazione di Albinia
- Stazione di Orbetello-Monte Argentario
- Stazione di Capalbio
- Stazione di Chiarone